# Communauté de communes Gespe Adour Alaric
La communauté de communes Gespe Adour Alaric est une ancienne communauté de communes française, située dans le département des Hautes-Pyrénées et la région Occitanie. Cette structure est dissoute le 31 décembre 2016 et est remplacée par la Communauté d'agglomération Tarbes-Lourdes-Pyrénées.

## Composition
Elle est composée des communes suivantes :
| Nom                   | Code Insee | Gentilé         | Superficie (km2) | Population (dernière pop. légale) | Densité (hab./km2) |
| --------------------- | ---------- | --------------- | ---------------- | --------------------------------- | ------------------ |
| Arcizac-Adour (siège) | 65019      | Arcizacois      | 5,10             | 521 (2014)                        | 102                |
| Allier                | 65005      | Alliérois       | 3,69             | 395 (2014)                        | 107                |
| Bernac-Debat          | 65083      | Bernacais       | 3,90             | 670 (2014)                        | 172                |
| Bernac-Dessus         | 65084      | Bernacais       | 4,60             | 290 (2014)                        | 63                 |
| Horgues               | 65223      | Horguais        | 4,49             | 1 163 (2014)                      | 259                |
| Momères               | 65313      | Momèriens       | 2,34             | 735 (2014)                        | 314                |
| Saint-Martin          | 65392      | Saint-Martinois | 8,08             | 420 (2014)                        | 52                 |
| Vielle-Adour          | 65464      | Viellais        | 5,82             | 512 (2014)                        | 88                 |

## Démographie
| 2004  | 2006  | 2012 |
| ----- | ----- | ---- |
| 4 702 | 4 571 | -    |

## Liste des Présidents successifs
| Période                                  | Période  | Identité     | Étiquette | Qualité |
| ---------------------------------------- | -------- | ------------ | --------- | ------- |
| 2004                                     | en cours | André Barret |           |         |
| Les données manquantes sont à compléter. |          |              |           |         |